# 雄甾烯酮
雄烯酮（英語：Androstenone），又叫猪烯酮，雄甾烯酮，(5α-androst-16-en-3-one)，是豬的性費洛蒙 。雄烯酮是类固醇，大量存在於未阉割的公猪口水中，人类的男性与女性的汗水与尿液，以及芹菜的细胞质中也有極少量发现。雄烯酮是哺乳类动物中第一个被定义的费洛蒙(豬費洛蒙)。公猪的口水中具有高浓度的雄烯酮（猪烯酮），当处於发情期的母猪闻到雄烯酮时就会弓起背脊摆出准备交配的姿势。雄烯酮是杜邦公司销售给养猪农户，测试母猪是否进入发情期的人工授精产品 “Boarmate”（猪慾灵）的有效成分。值得注意的是，目前市面上販售的費洛蒙香水的主要費洛蒙成分也多為此類，以豬費洛蒙做為原料的費洛蒙香水自然對人類是沒有任何效果的。

## 豬費洛蒙的商業應用
一些商业上可获得的产品使用其包含人类性信息素（包括雄激素）的声称进行广告，并且它们可以作为春药。 这些产品是通过大量未经请求的电子邮件进行营销的主题，通常包含欺骗性声明。